# Phantomers
Phantomers — многопользовательский онлайн-шутер, разработанный компанией Dream Execution на основе собственного движка Jindo Engine. Распространяется по модели free-to-play.
22.06.2019 на данный момент игра закрыта.

## История
Закрытое бета-тестирование игры стартовало 21 мая 2015 года в Турции. Издателем выступила компания NTTGame.

25 января 2016 года стало известно, что издательством и локализацией игры в России будет заниматься компания GameNet. С 28 по 31 января 2016 года прошло ЗБТ русскоязычной версии игры. 22 февраля 2016 года стартовало открытое бета-тестирование. 31 июля 2018 года работа серверов была приостановлена.

## Сюжет
События игры разворачиваются вокруг противостояния двух организаций:
- Knosis — секретная организация, которая ведет свою историю со времен Древней Греции. Оказала влияние на развитие человечества, предоставляя людям знания и технологии. В результате появления ядерного оружия, ведения войн и пагубного воздействия человека на окружающую среду, сменила направление деятельности. Организация пытается реализовать проект «Новый Эдем», в рамках которого планируется установить новый мировой порядок, что, по мнению членов Knosis, приведет к процветанию человечества.
- Phantomers — частная военная компания (сокр. ЧВК), сформированная бывшими работниками Knosis, которые покинули организацию после смены вектора её деятельности. В Phantomers полагают, что планы Knosis губительны для человечества, а потому пытаются помешать их реализации с помощью своих наемников.[27]

## Геймплей
Для игры доступна 21 карта, действия на которых происходят на территории Африки, Ближнего Востока, Азии, Европы, Северной и Южной Америки.

### Режимы игры
- Командный бой — командный deathmatch.
- Сам за себя — классический deathmatch.
- Подрыв — командный режим, где игроки одной команды должны установить бомбу в одном из двух мест закладки и взорвать её. Цель игроков противоборствующей команды — защитить точку от уничтожения либо обезвредить бомбу, если она установлена. Также победить в раунде можно, если уничтожить всех игроков из вражеской команды. Победа в матче присуждается той команде, которая первой достигла установленного значения побед в раундах.
- Превосходство — режим domination.
- Оружейная схватка — командный deathmatch, где разрешено использовать только определенный класс оружия (дробовик, снайперская винтовка, пистолет или холодное оружие). Победа присуждается той команде, которая наберет больше всего убийств по окончании матча или первой достигнет установленного лимита убийств.
- Оружейное выживание — аналогичный Оружейной схватке режим, с разницей лишь в том, что матч разделен на раунды, а возрождение убитых игроков происходит в начале каждого нового раунда. Побеждает та команда, которая первой достигла установленного значения побед в раундах.[29]
- Экстремальный режим — надстройка для всех игровых режимов. При активации в матче утраивается наносимый оружием урон, блокируется использование способностей персонажами, а также не отображается карта, количество оставшихся патронов, перекрестие прицела (прицельная стрельба возможна только по мушке оружия), шкала здоровья, индикатор гранаты и другие элементы интерфейса.[30]
- Выживание — режим PvE, в котором игрокам необходимо сразиться с 5 волнами монстров под управлением искусственного интеллекта и уничтожить босса. В матче может принять участие до 6 игроков.[31]

### Экономика
Игровая валюта:
- Премиум-валюта — приобретается за реальные деньги. Может быть использована как для аренды игровых предметов и персонажей, так и для их покупки навсегда (актуально для персонажей, холодного и огнестрельного оружия).
- Кредиты — используются для аренды игровых предметов и персонажей, а также для починки оружия, если оно куплено на постоянный срок пользования.

Каждому игроку выдается один стандартный персонаж, а также комплект вооружения, которому не начисляется износ за применение в бою. В дальнейшем игроки могут приобрести других персонажей, холодное и огнестрельное оружие, гранаты, VIP-аккаунт, а также два вида умений:
- Премиум-способности — вспомогательные умения, которые улучшают характеристики игрока (ускорение перезарядки, увеличение боезапаса и т. д.);
- Навыки — наделяют игрока одной уникальной способностью, например, возможностью использовать гранатомет М32.[34] Использование навыков в бою регулируется настройками игровой комнаты. Навык активируется вручную, для чего используются очки энергии, получаемые игроком за действия в матче.

### Оружейная система
За действия в поединках игроки получают кредиты, очки опыта для повышения уровня, а также очки разблокировки, необходимые для доступа к модифицированным версиям оружия.

Каждый образец огнестрельного оружия в игре имеет линейку модификаций, доступ к которым осуществляется по следующей схеме: игрок использует оружие во время боя. Очки разблокировки, полученные по итогам боя, закрепляются за примененным оружием и таким образом накапливаются. По достижении общего количества очков разблокировки установленного значения игрок получает возможность использовать следующую в линейке модификаций версию оружия. При этом игрок выбирает среди готовых версий оружия, в то время как модернизация с помощью отдельных модулей невозможна.